# 高砂市立荒井小学校
高砂市立荒井小学校（たかさごしりつ あらいしょうがっこう）は、兵庫県高砂市荒井町東本町にある公立小学校。

## 沿革
出典
- 1877年（明治10年）11月 - 加古郡荒井村代表が小学校設立願を飾磨県参事に申請、認可される。
- 1887年（明治20年）4月 - 荒井尋常小学校・荒井簡易小学校が開校。
- 1892年（明治25年） -  荒井尋常小学校開放、5教室1棟の校舎完成。
- 1904年（明治37年） - 学校園ができる。
- 1913年（大正2年） - 講堂新築落成。
- 1916年（大正5年）4月 - 高等科を設置。荒井村立荒井尋常小学校と改称。
- 1927年（昭和2年） - 現在地に校地移転し、落成祝賀の運動会開催。
- 1936年（昭和11年） - 講堂新築落成。
- 1941年（昭和16年）4月1日 - 国民学校令により、荒井村立荒井国民学校と改称。
- 1947年（昭和22年）4月 - 学制改革により、荒井村立荒井小学校と改称。
- 1954年（昭和29年）7月1日 - 町村合併により、高砂市立荒井小学校と改称。
- 1955年（昭和30年） - 学校給食開始。
- 1958年（昭和33年） - 鉄筋三階建て校舎第四期工事完成。
- 1963年（昭和38年）12月 - 鉄筋コンクリート3階建の旧校舎が竣工。
- 1964年（昭和39年） - プール新設。
- 1966年（昭和41年） - 講堂新築完成。
- 1973年（昭和48年） - 各教室へカラーテレビが常備される。
- 1975年（昭和50年） - 市民病院内に病弱児学級が開設される。
- 1976年（昭和51年） - 創立百周年記念式典挙行。
- 1979年（昭和54年） - 米飯給食開始。
- 1997年（平成9年） - 校舎改築工事開始。
- 1998年（平成10年）9月 - 現校舎竣工。
- 2001年（平成13年） - プール竣工。

## 通学区域と進学先中学校
出典

### 通学区域
- 荒井町（全域）
- 今市2丁目（7番18号～7番23号）
- 末広町（全域）
- 緑丘1丁目（全域）
- 緑丘2丁目（全域）

### 進学先中学校
- 高砂市立荒井中学校

## 周辺
- 高砂市立荒井幼稚園 - 同一敷地内でかつ、進学前幼稚園のひとつ。
- 高砂美術館 - 高砂市道をはさんで、敷地が隣接。
- 兵庫県道43号高砂北条線
- 兵庫県警高砂警察署本署 - 県道43号線をはさんで、敷地が隣接。
- 高砂市立荒井こども園（2024年3月までは「高砂市立荒井保育園」[3]）
- 慈尊院
- 荒井地域交流センター
- 兵庫県警高砂警察署荒井交番
- 高砂市民病院
- このほか、あやめ児童公園などの公園も点在する。

## アクセス
- 山陽電気鉄道本線荒井駅より、
  - 徒歩約370m・約6分。
  - 下述のバスに乗車し、「高砂警察署前」バス停下車後、徒歩。
- 神姫バス・じょうとんバス（高砂市コミュニティバス）で、「高砂警察前」バス停下車後、学校正門まで、
  - 高砂駅・荒井駅方面発のりばから、徒歩約150m・約2〜3分。
  - 荒井駅・高砂駅方面行のりばから、徒歩約220m・約3〜4分（県道43号線を跨ぐ歩道橋経由）。
    - なお、校地南側の県道43号線沿いにある通用門までは、すぐそばとなる。

## 著名な出身者
- 梶川諒太（プロサッカー選手）[4]
- 都倉達殊（高砂市長）[5]

## 通学区域が隣接している学校
- 高砂市立伊保南小学校
- 高砂市立伊保小学校
- 高砂市立米田小学校
- 加古川市立鳩里小学校
- 高砂市立高砂小学校